# Phoma tracheiphila
Phoma tracheiphila, más conocida como mal secco, es una enfermedad criptogámica causada por el hongo Deuterophoma tracheiphila que afecta a las especies Citrus spp. , Fortunella spp., Poncirus spp. y sus híbridos, siendo el limón el principal hospedador de la misma.
Los síntomas incluyen clorosis  de los nervios, marchitez de hojas, coloración rojiza del xilema y muerte progresiva de las ramas. El patógeno progresa descendiendo lentamente desde los brotes infectados hasta las ramas principales. Cuando el tronco y las raíces se infectan el árbol muere.
La plaga está presente según la EPPO en todos los países del arco Mediterráneo – mar Negro excepto en España y Marruecos, si bien desde finales de 2015 se ha detectado en algunas zonas citrícolas de la provincia de Málaga.